# Artemísion
|  | Per a altres significats, vegeu «Artemísion (desambiguació)». |

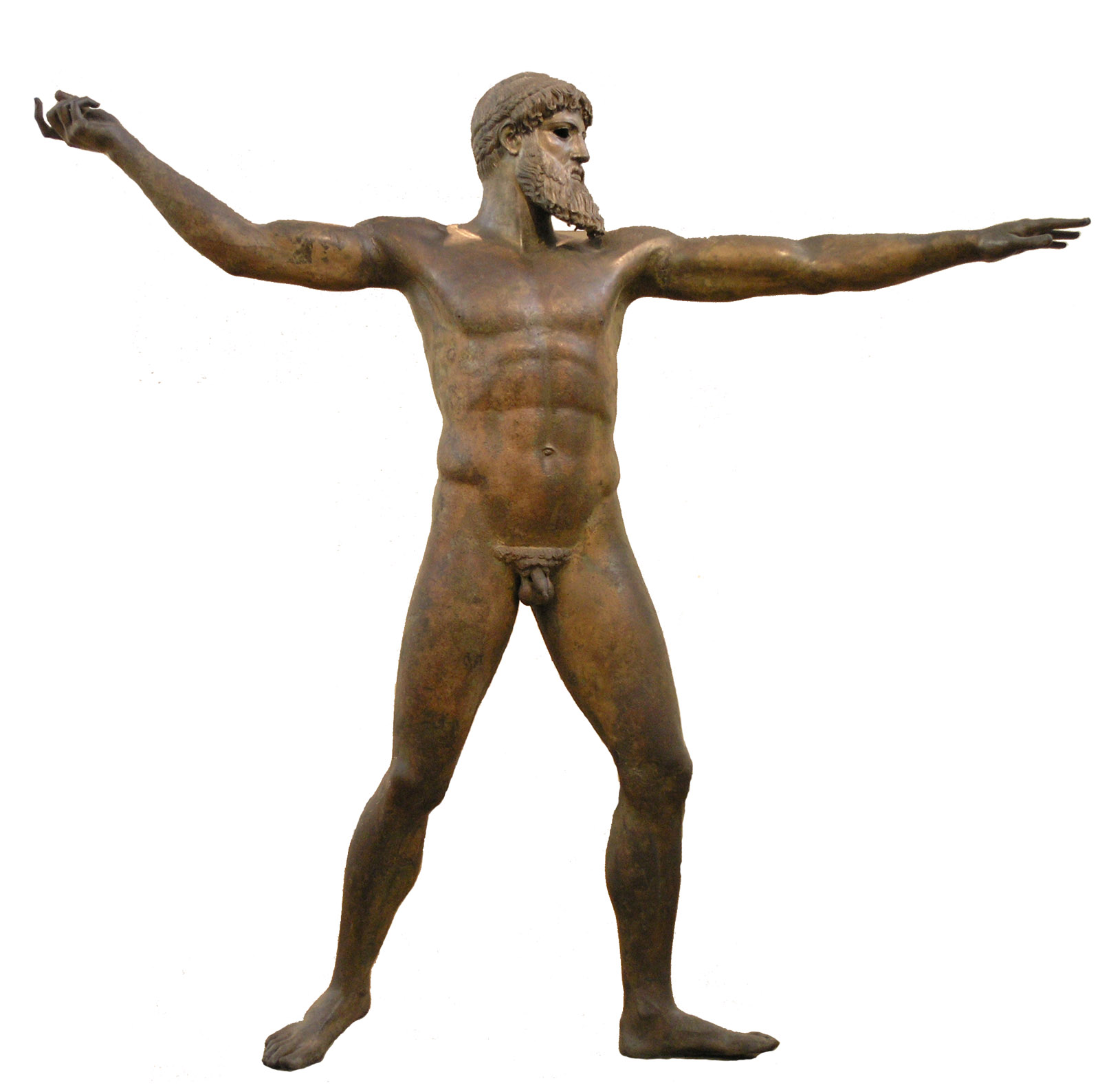
Bronze d'Artemísion

L'Artemísion o Artemisi (grec: Αρτεμίσιο) és un cap de la costa nord de l'illa d'Eubea, a Grècia, enfront de la Magnèsia de Tessàlia, vora l'antiga ciutat d'Òreos o Histiea.
El nom li ve d'un gran temple que hi havia dedicat a Àrtemis, que pertanyia a la ciutat d'Òreos. Davant aquesta costa es van enfrontar les flotes dels grecs i els perses durant la invasió de Xerxes el 480 aC en les Guerres mèdiques, en la que va ser coneguda com a batalla d'Artemísion, simultània a la Batalla de les Termòpiles, segons la narració d'Heròdot i Plutarc.
En aquest cap es va trobar una famosa estàtua de bronze de Zeus, o alternativament de Posidó, coneguda com el Bronze d'Artemísion, a l'interior d'un vaixell enfonsat.